# استرانگهارت
اِتسِل فون اورینگن (آلمانی: Etzel von Oeringen) مشهور به استرانگهارت (انگلیسی: Strongheart) سگی بازیگر از نژاد ژرمن شپرد بود که مابین سال‌های ۱۹۲۱ تا ۱۹۲۷ در چندین فیلم بلند نقش‌آفرینی نمود. بیشتر فیلم‌های او امروزه یک فیلم گمشده محسوب می‌شوند: ۶۱  و تنها دو فیلم او (یکی در مرکز ملی سینما و تصویر متحرک و دیگری به‌صورت دی‌وی‌دی) باقی است.
از فیلم‌هایی که وی در آن‌ها نقش داشته‌است، می‌توان به بانگ خاموش اشاره نمود.